# Stahlpakt

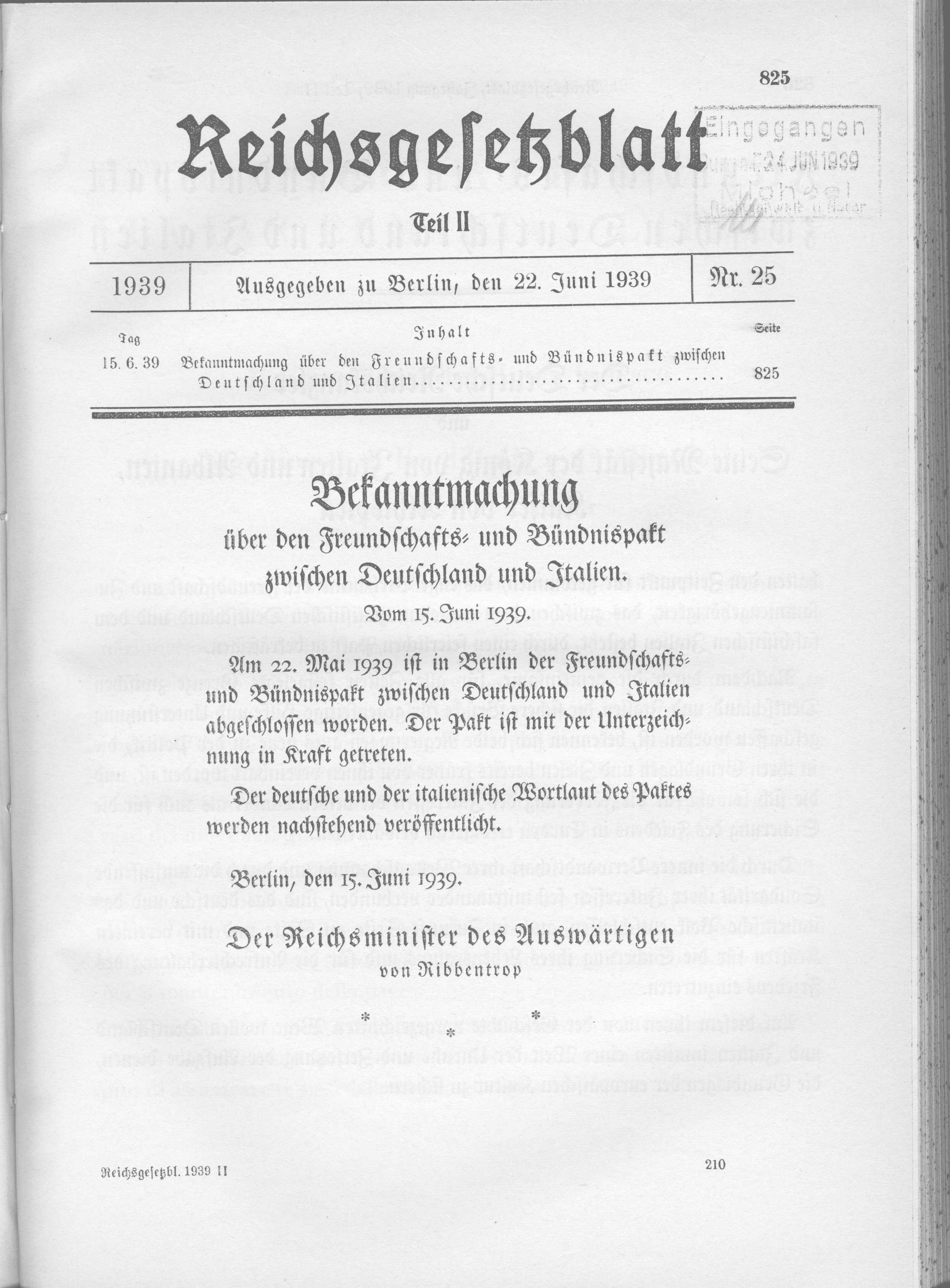
Bekanntmachung vom 15. Juni 1939 im Reichsgesetzblatt

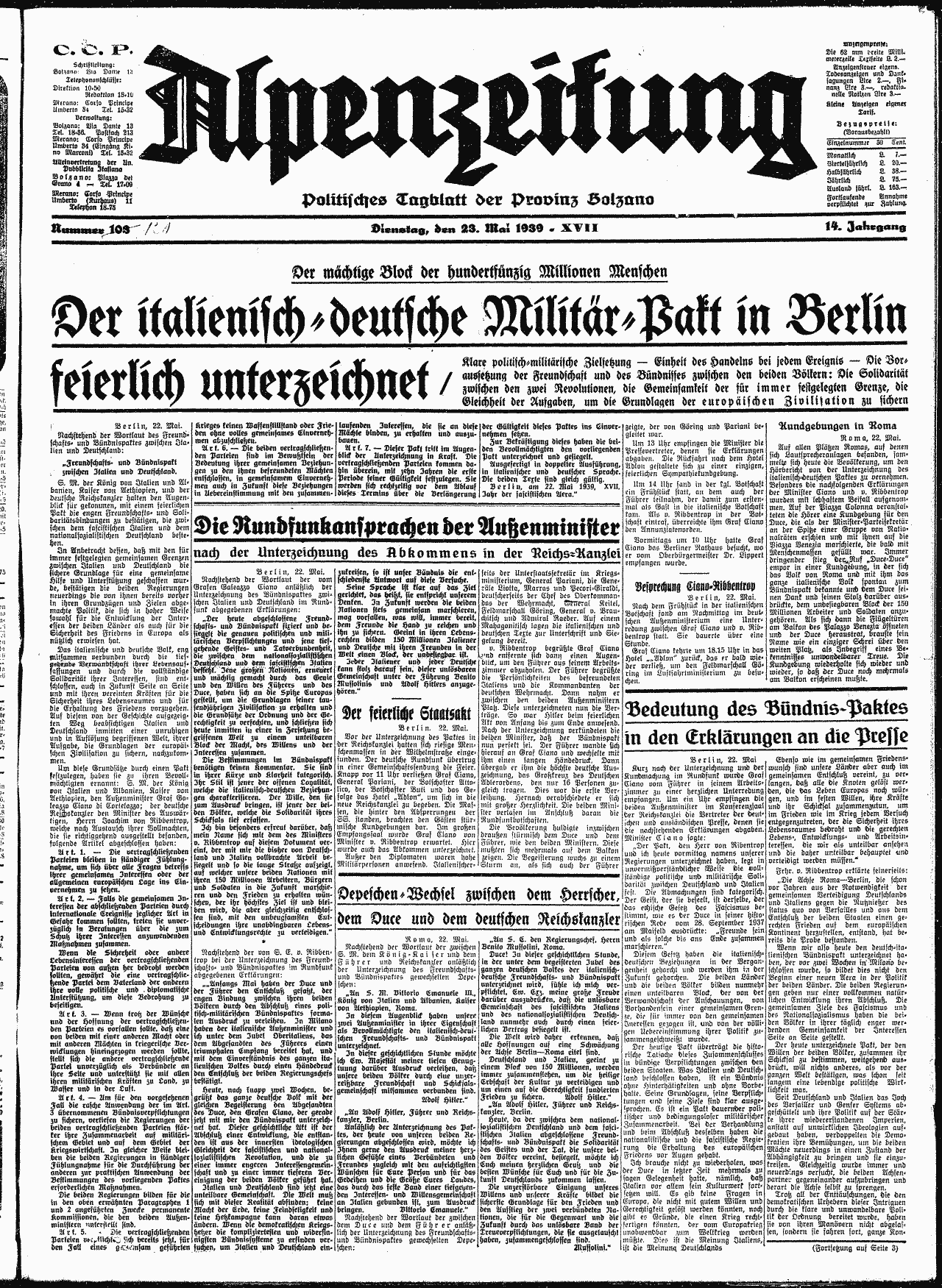
Bericht der faschistischen Alpenzeitung vom 23. Mai 1939

Der Stahlpakt war ein Bündnisvertrag zwischen dem Deutschen Reich und Italien. Er wurde vom deutschen Außenminister Joachim von Ribbentrop und seinem italienischen Kollegen Galeazzo Ciano im Beisein Hitlers am 22. Mai 1939 in Berlin unterzeichnet.

## Geschichte
Vorausgegangen waren Annäherungen zwischen Deutschland und Italien seit 1936. Der italienische Diktator Benito Mussolini sperrte sich jedoch lange gegen den deutschen Wunsch nach einem festen Militärbündnis. Mit der gemeinsamen Intervention im Spanischen Bürgerkrieg vertiefte sich die Zusammenarbeit und am 1. November 1936 sprach Mussolini in Mailand zum ersten Mal von der „Achse Berlin-Rom“.
Der Stahlpakt sah eine militärische Zusammenarbeit und unbedingte gegenseitige Unterstützung im Fall eines Krieges vor, wobei die Vertragsverpflichtungen auch für einen Angriffskrieg galten.
Mussolini sandte Hitler acht Tage nach Vertragsabschluss, am 30. Mai 1939, eine Denkschrift (italienisch Memoriale Cavallero). Mussolini erinnerte Hitler unter anderem daran, ihn darauf hingewiesen zu haben, dass Italien eine Kriegsvorbereitungsperiode bis etwa Ende 1942 brauchen werde.
Für den deutschen Überfall auf Polen nahmen die Deutschen daher eine italienische Beteiligung an. Eingeweiht wurden die Italiener in diese Pläne jedoch erst Mitte August. Nur mit Mühe gelang es Rom daraufhin, sich aus den vertraglichen Verpflichtungen des Abkommens zu lösen, ohne dieses zu brechen. Italien nahm schließlich am Überfall auf Polen nicht teil, sondern verkündete stattdessen die non belligeranza: man wollte nicht als „neutral“ gelten, sondern als „nicht-kriegführend“. Diese Periode der Nichtkriegführung endete im Juni 1940 mit der Kriegserklärung Italiens an Frankreich und Großbritannien.
Das Ende des Stahlpaktes erfolgte mit dem Waffenstillstand zwischen Italien und den Alliierten, den Pietro Badoglio am 8. September 1943 bekanntgab, nachdem Mussolini bereits am 25. Juli 1943 gestürzt worden war, und der Kriegserklärung Italiens an Deutschland am 13. Oktober 1943.
Ein Aspekt der Lieferungen war die für beide Länder im Gotthardvertrag garantierte Nutzungsmöglichkeit der Gotthardbahn, d. h. mit verplombten Zügen, durch die Schweiz.